# Schlacht bei Stellau
Im Jahr 1201 besiegte Waldemar II., ab 1202 König von Dänemark, gemeinsam mit seinem Bruder König Knut VI. von Dänemark den Grafen Adolf III. von Schauenburg und Holstein in der Schlacht bei Stellau.

## Vorgeschichte
In der Regierungszeit von König Knut VI. (1170 bis 1202) gab es wiederholt Auseinandersetzungen zwischen den Herrschern in Dänemark und den Grafen von Schauenburg und Holstein. So gab es nach der Rückkehr Graf Adolf III. vom Kreuzzug Heinrichs VI. in den Jahren 1197 und 1198 Auseinandersetzungen um Rügen und im Jahr 1200 um die Reinoldsburg und Dithmarschen.

## Die Schlacht
Im Jahr 1202 fand die entscheidende Schlacht bei Stellau (heute ein Ortsteil von Wrist im Amt Kellinghusen) statt, in der Graf Adolf III. unterlag. Er zog sich nach der Schlacht über Stade nach Hamburg zurück. Dort wurde er von Waldemar II. belagert und schließlich gefangen genommen.

## Folgen
Im Jahr 1203 verzichtete Adolf III., als Preis für seine Freilassung, auf die Grafschaft Holstein und zog sich in seine Stammgrafschaft Schauenburg zurück.
Der Sieger der Schlacht bei Stellau, Waldemar II., bekam aufgrund dieser Schlacht den Beinamen „der Sieger“ und war nach dem Tod seines Bruders Knut von 1202 bis 1227 König von Dänemark.
Erst Graf Adolf IV. von Schauenburg konnte mit dem Sieg in der Schlacht bei Bornhöved im Jahr 1227 den dänischen Expansionsdrang brechen und die Grafschaft Holstein zurückerobern.
Eine romanische Feldsteinkirche (Kirche Stellau), erbaut durch die „Krummendieks“ in der Nähe des Schlachtfeldes von Stellau, wurde 1230 durch Erzbischof Gebhard II. von Bremen geweiht.